# Хуејџоу
Хуејџоу (惠州) град је Кини у покрајини Гуангдонг. Према процени из 2009. у граду је живело 313.073 становника.

## Становништво
Према процени, у граду је 2009. живело 313.073 становника.
| 1990.   | 2000.   | 2009    |
| ------- | ------- | ------- |
| 190.807 | 253.979 | 313.073 |